# El Granel
El Granel es una localidad española del municipio de Puntallana, en la isla canaria de La Palma. En 2020 contaba con 620 habitantes.

## Toponimia
De origen portugués, el nombre del barrio hace referencia a un granero.

## Geografía
Se encuentra delimitado por los Barrancos Hondo y de Nogales al norte y el del Tanque al sur, que los separa del barrio de La Galga y de El Pueblo de Puntallana respectivamente. El accidente topográfico más destacado es la Montaña de los Siete Cejos, de 710 metros de altura.
El territorio, que se extiende de mar a cumbre, está constituido por una serie de lomas separadas por barranqueras, que finalizan en la costa formando zonas relativamente llanas. Al pie de un acantilado se encuentra la Playa de Nogales. 
Antigua zona de producción triguera, actualmente predominan los cultivos de frutales, viña, plátano y aguacate.
|                | Norte: La Galga             |                        |
| Oeste: El Paso |                             | Este: Océano Atlántico |
|                | Sur: El Pueblo (Puntallana) |                        |

### Núcleos de Población
En el barrio se encuentran los siguientes núcleos de población:
- El Brasil-Juan Carro
- Las Tricias-El Partido
- Cruz Herrera-El Topo
- Los Lirios-El Tomasín
- El Mocanero-Cuesta Medina
- La Lomada-Domingo Juan
- Las Toscas
- Viña Grande
- El Corcho

Por su parte, la zona de costa se corresponde con la entidad poblacional de Ciudad Vieja.

## Demografía
En 1849 El Granel contaba con 376 habitantes. En 1950 tenía 762 y en 1981, 668. En 2020 las unidades poblacionales de El Granel y Ciudad Vieja acumulaban un total de 620 habitantes.
| 2010 | 2011 | 2012 | 2013 | 2014 | 2015 | 2016 | 2017 | 2018 | 2019 | 2020 |
| ---- | ---- | ---- | ---- | ---- | ---- | ---- | ---- | ---- | ---- | ---- |
| 627  | 626  | 624  | 597  | 593  | 579  | 574  | 606  | 622  | 608  | 620  |

## Cultura

### Patrimonio
- Ermita de la Cruz del Señor (siglo XXI).

### Fiestas
- Fiestas en honor a La Santa Cruz, en el mes de mayo.